# Grand Pic
Dryocopus pileatus
Espèce
Statut de conservation UICN

 LC  : Préoccupation mineure
Le Grand Pic (Dryocopus pileatus syn.: Hylatomus pileatus) est une espèce d'oiseaux appartenant à la famille des Picidae présent en Amérique du Nord.

## Description
Il mesure 40 à 49 cm de long et pèse de 250 à 350 g. C'est un oiseau au plumage principalement noir avec une crête rouge et une ligne blanche qui descend sur les côtés du cou. Les mâles ont, en plus du rouge sur le front, une ligne qui va du bec à la gorge alors que ces parties sont noires chez les femelles. Le dessous des ailes est blanc. Les seuls oiseaux d'Amérique du Nord qui leur ressemblent sont le Pic à bec ivoire du sud-est des États-Unis et de Cuba et son cousin le Pic impérial originaire du Mexique. Mais ces deux espèces sont très rares si elles ne sont pas éteintes.

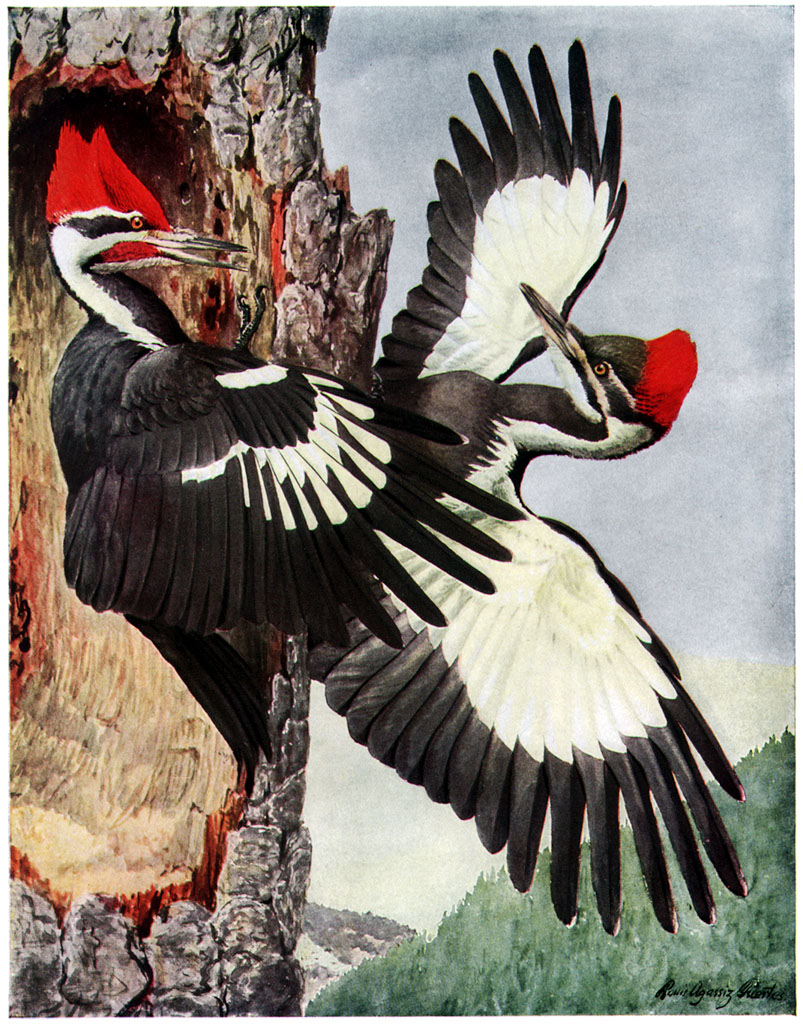
Couple et ailes blanches

## Distribution et mode de vie

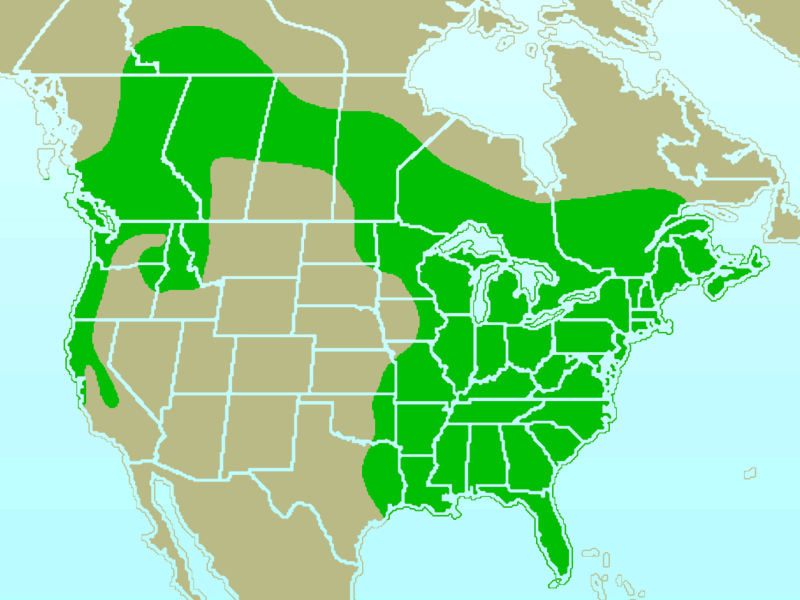
Carte de répartition de l'espèce.

Il habite dans les forêts où poussent de grands arbres au Canada, dans l'est et sur une partie de la côte pacifique des États-Unis. Il s'agit d'une espèce dont l'aire de répartition est vaste et dont la population est en augmentation, ce qui lui vaut d'être classée parmi les espèces à « préoccupation mineure » par l’UICN. Il creuse généralement de grands nids dans les troncs d'arbres morts et généralement fait un nouveau nid chaque année laissant libre le précédent. 
Le Grand Pic est considéré comme une espèce clé de voûte pour de nombreuses raisons, notamment parce qu'il fournit de larges cavités dans les arbres pouvant être utilisées par d'autres espèces,,,. Il effectue aussi le contrôle de certaines populations d'insectes et il contribue à la décomposition naturelle des arbres en les brisant en morceaux grâce à ses excavations,.
C'est généralement un oiseau sédentaire.

## Alimentation

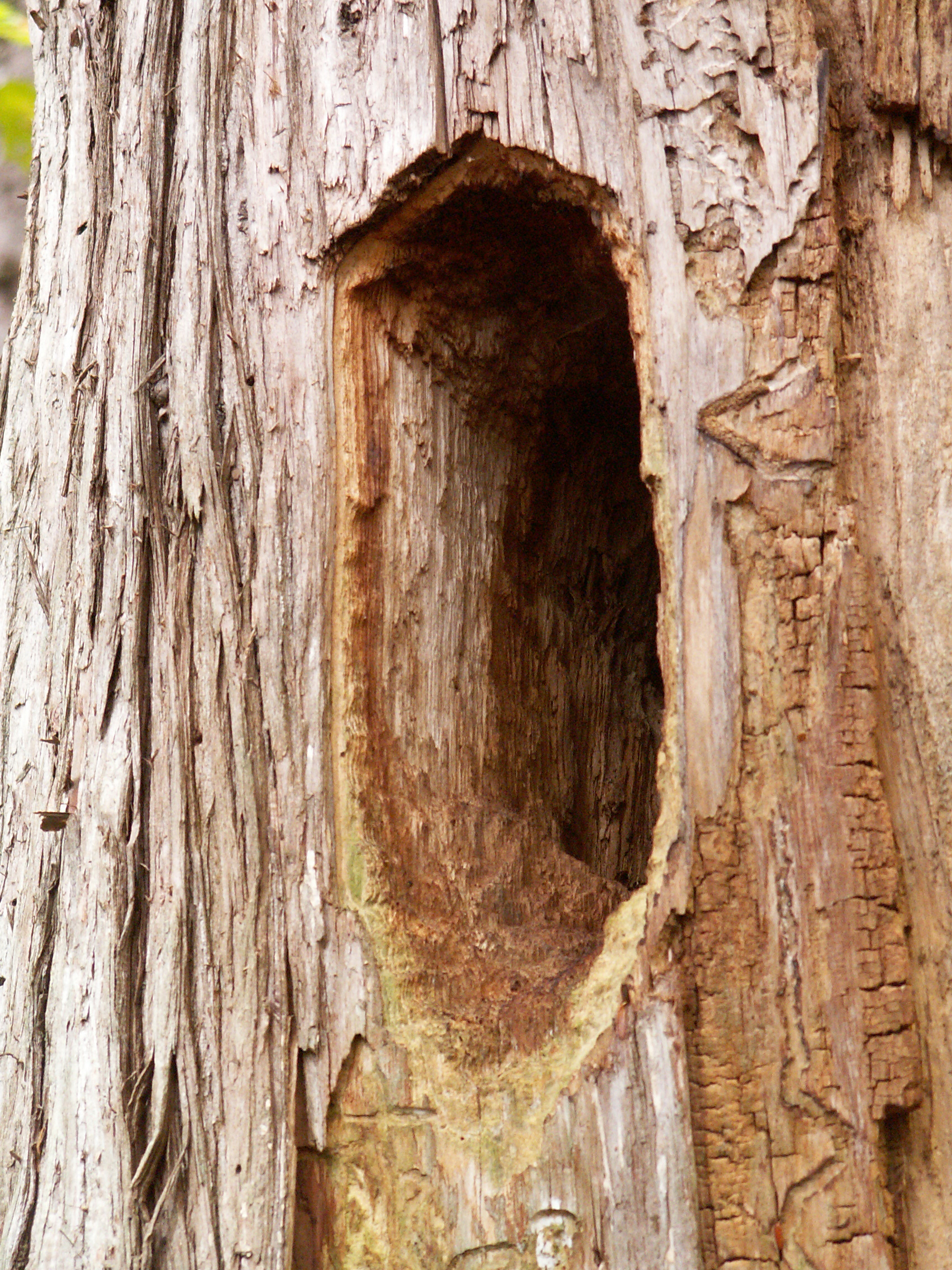
Trou de Grand Pic dans un tronc de Thuya du Canada

Il se nourrit essentiellement d'insectes (larves de scarabées et de grosses fourmis) ainsi que de fruits et de baies. Il lui arrive souvent de creuser des trous dans des troncs d'arbres pour chercher des insectes.

## Bruits
Le cri est un rire extravagant semblable à celui du Pic flamboyant. Son bruit de percussion lorsqu'il creuse un trou est très sonore et comparable à celui que ferait un marteau.

## Galerie

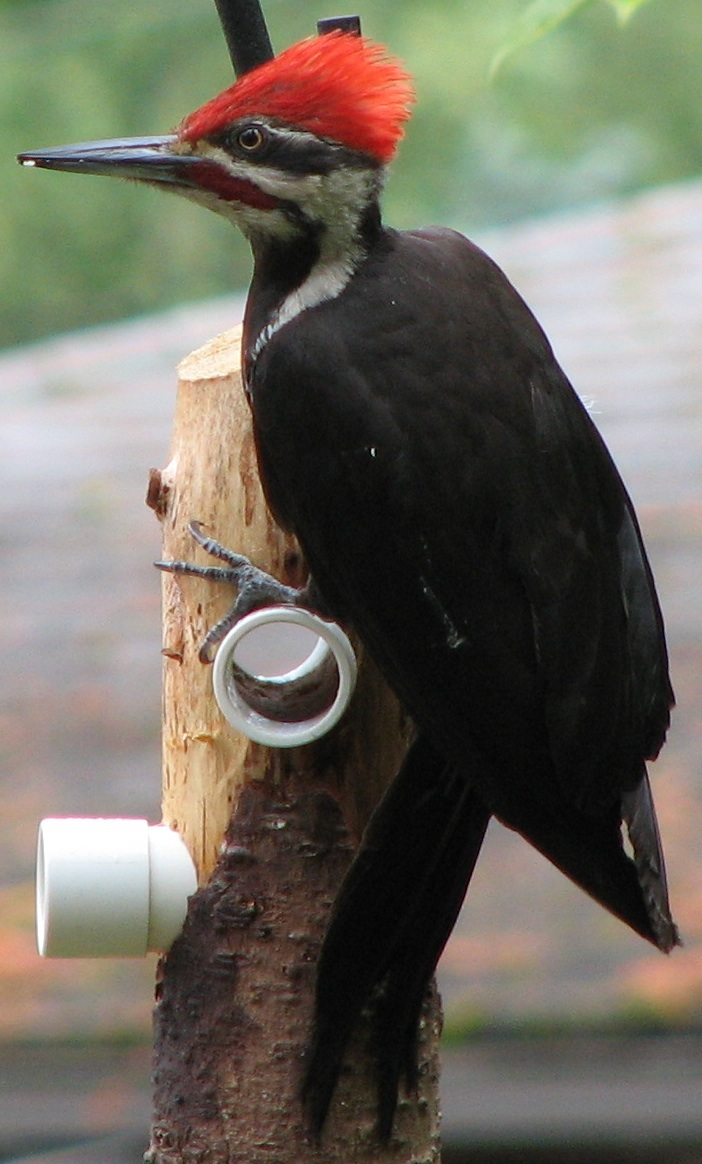
Grand Pic sur un poste de nourrissage.
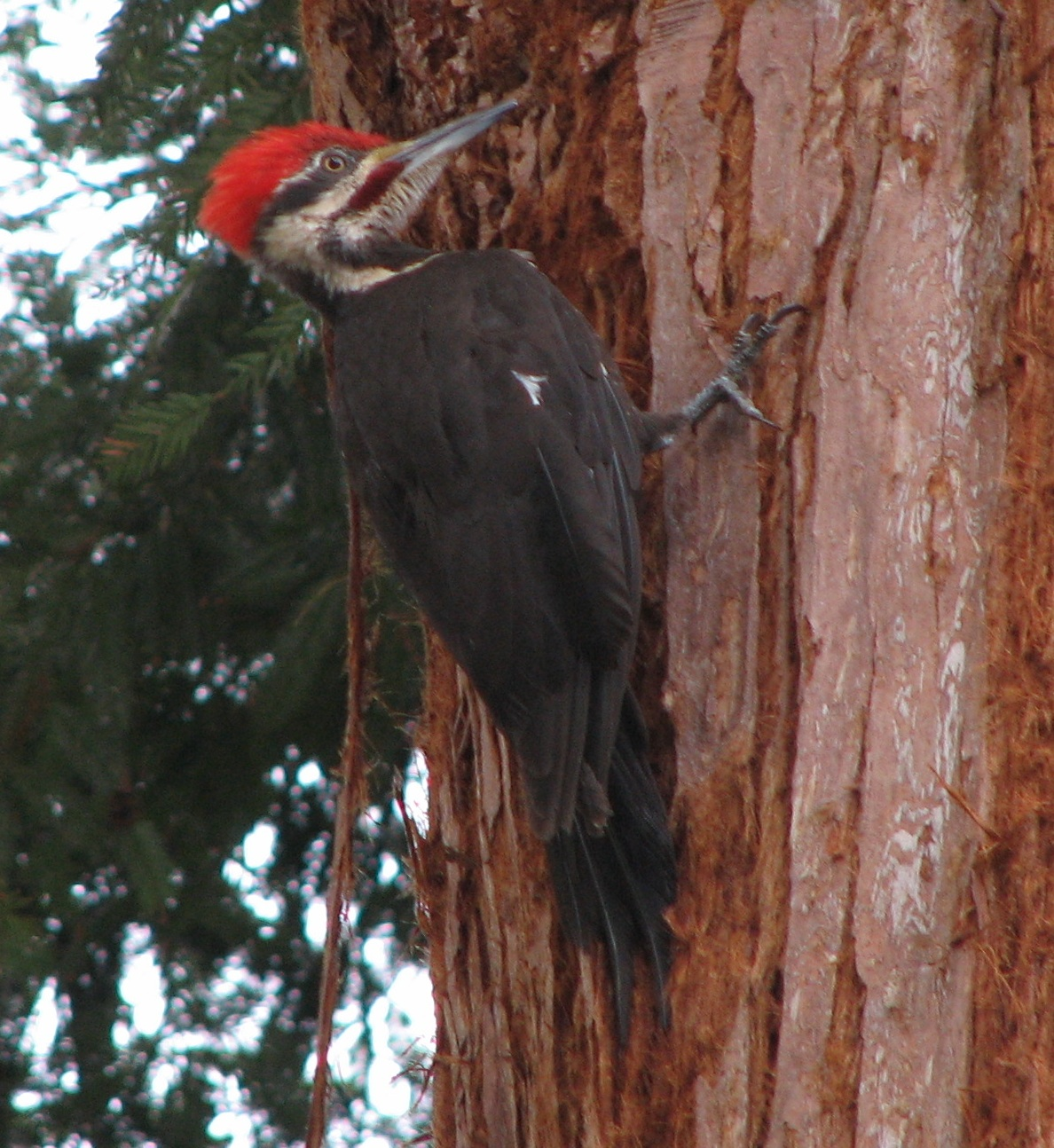
Mâle.
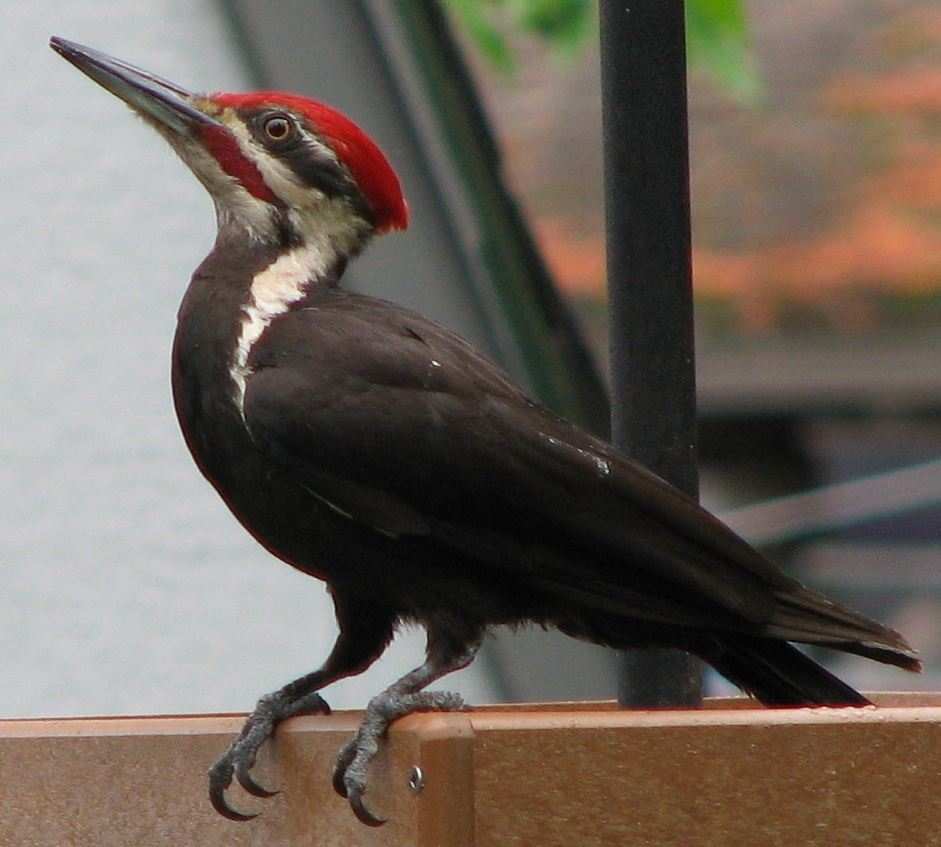
Mâle.
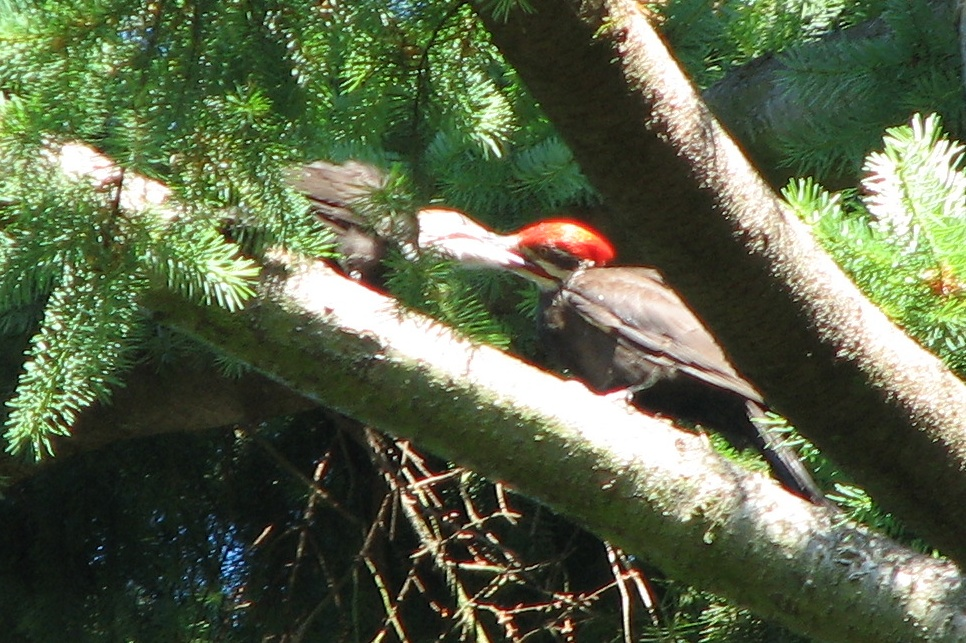
Mâle nourrissant un jeune par régurgitation.
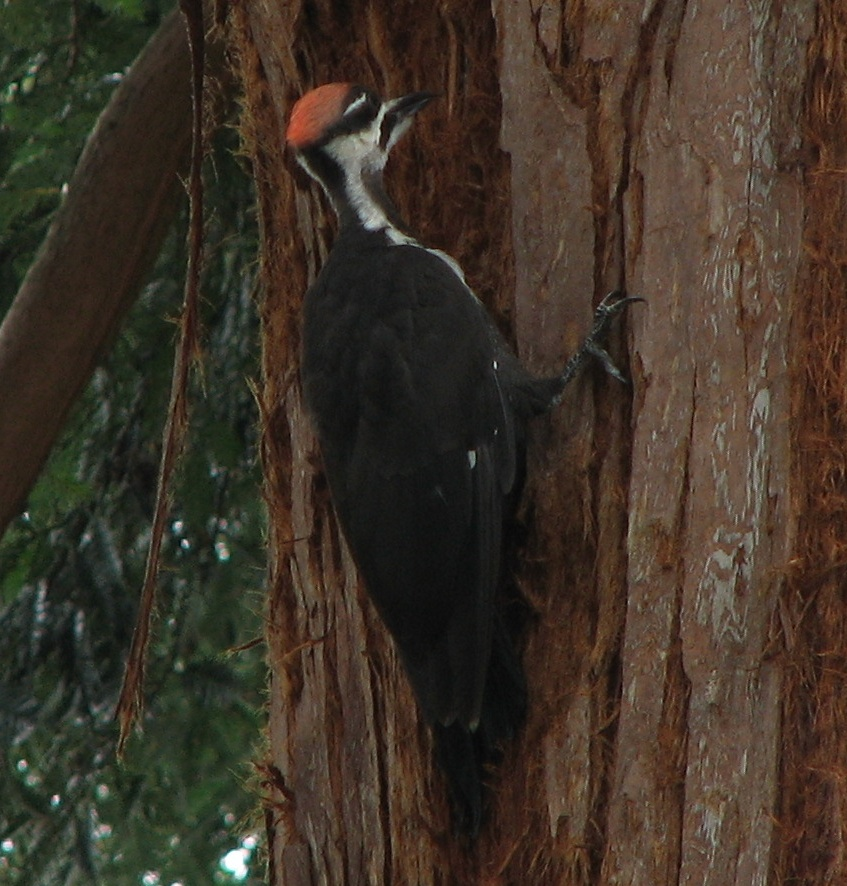
Jeune femelle
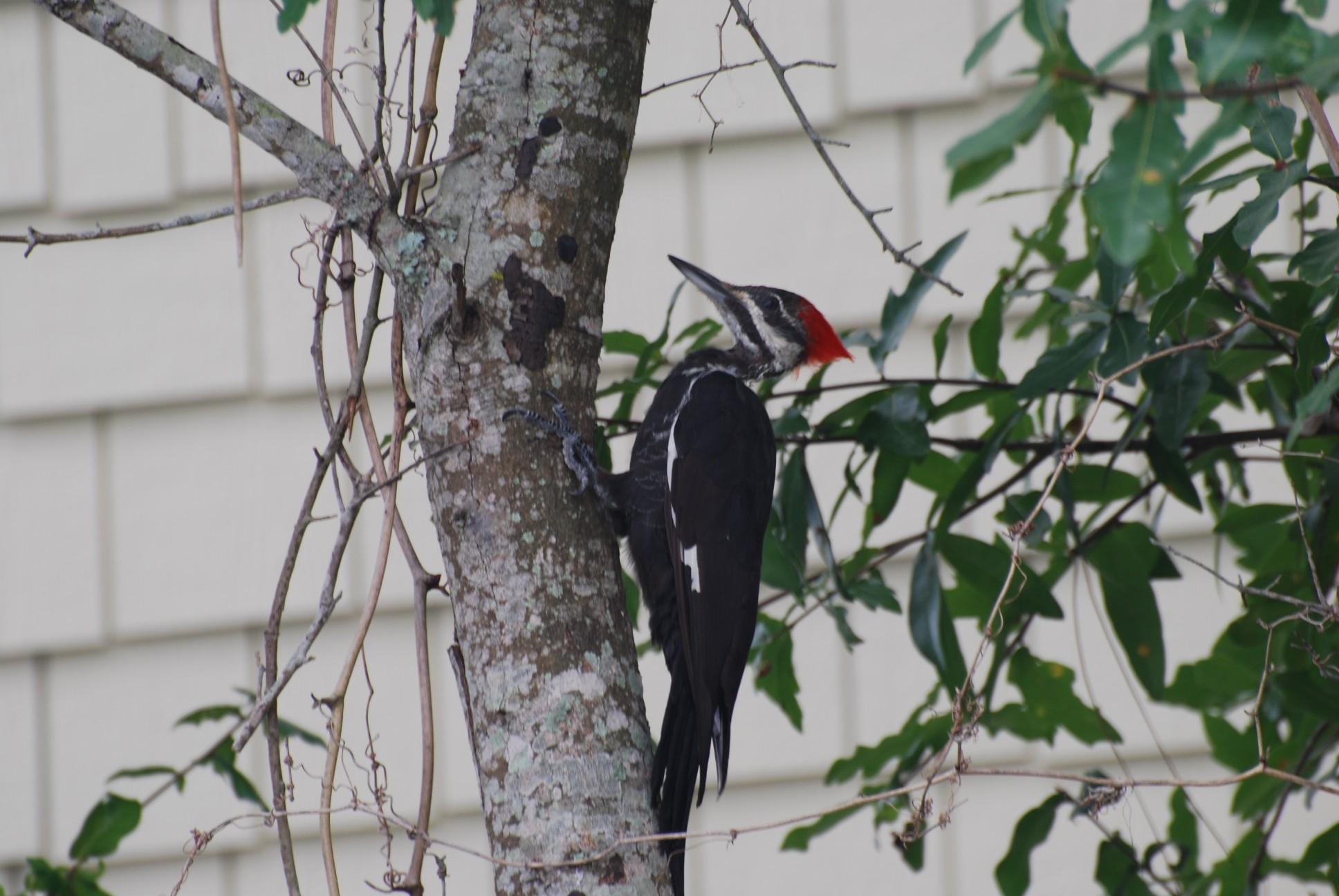
Femelle adulte.
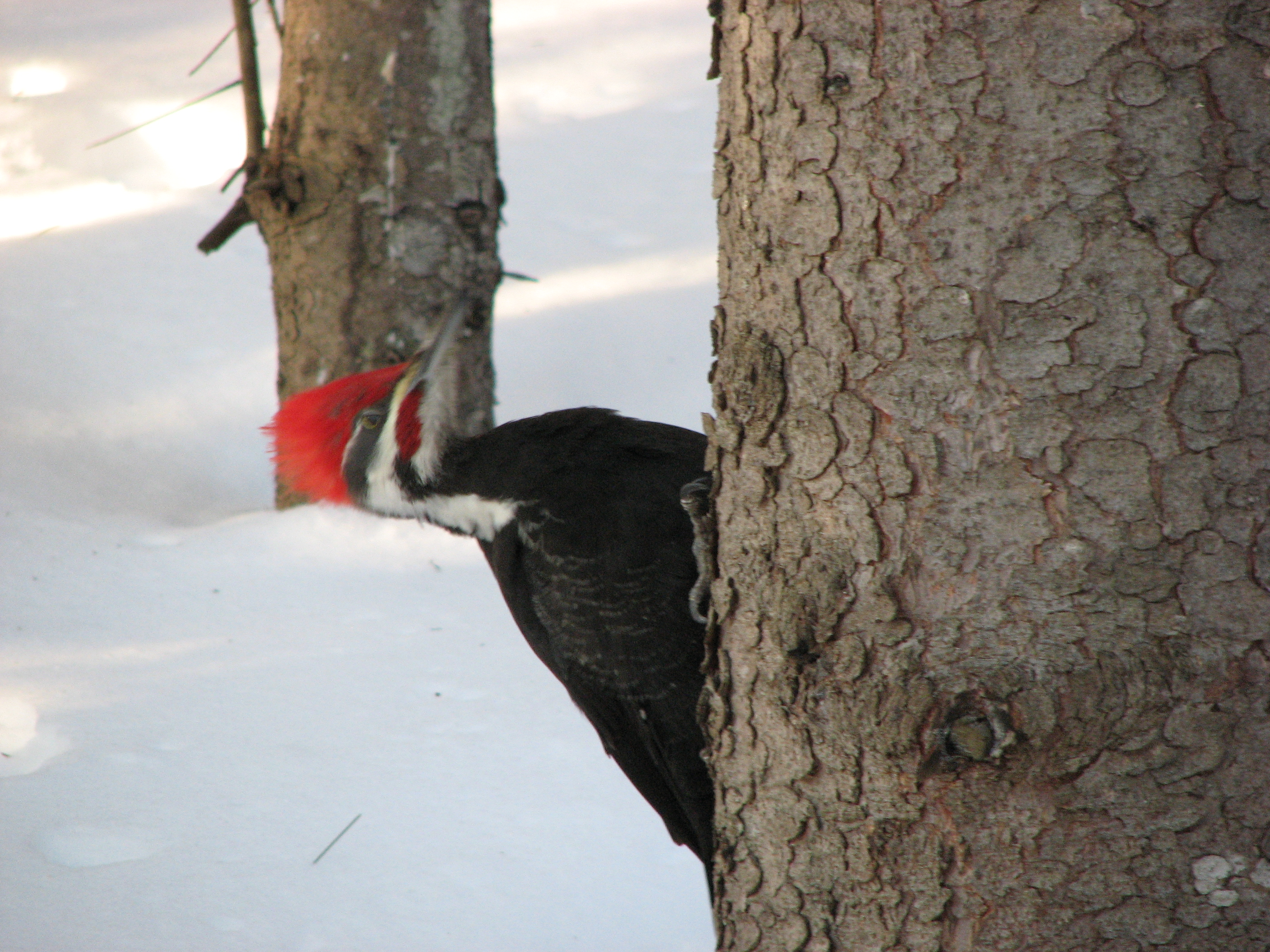
Mâle